# LibreCAD
LibreCAD é uma aplicação de desenho assistido por computador, ou Computer Aided Design (CAD), livre para o projetos em 2D. Ele funciona em GNU/Linux, Mac OS X, Unix e sistemas operacionais Microsoft Windows.
LibreCAD foi desenvolvido como uma bifurcação do QCad Community Edition. A interface gráfica de LibreCAD é baseada em bibliotecas Qt5, de modo que é executado em várias plataformas, da mesma maneira.
A maioria dos conceitos de interface e manipulação são análogos ao AutoCAD, tornando-o mais fácil de usar para usuários com experiência neste tipo de aplicação CAD comercial.
O LibreCAD usa o formato de arquivo AutoCAD DXF internamente para importar e salvar arquivos, bem como permite exportar para muitos outros formatos de arquivo.